# Ran II
Ran II är ett fartyget levererat 1899 som ångslupen Elsa från Göteborgs Mekaniska Verkstad i Göteborg till Göteborgs Nya Ångslups AB i Göteborg. Fartygets varvsnummer är 273. Skrovet är av stål.
| Fartygsdata | Vid leverans från varv | Idag        |
| ----------- | ---------------------- | ----------- |
| Längd öa    | 16,35 meter            | 16,81 meter |
| Bredd       | 4,15 meter             | 4,27 meter  |
| Djupgående  |                        | 1,65 meter  |
| Brt/Nrt     | 30/- ton               | 43/20 ton   |

Fartyget var ursprungligen utrustat med en ångmaskin om 51 hk tillverkad vid Göteborgs Mekaniska Verkstad. Denna gav fartyget en fart av 7 knop.
Passagerarkapacitet var ursprungligen 96 passagerare, idag 80.

## Historik
- 1899 Fartyget levererades till Göteborgs Nya Ångslups AB.
- 1917 12 januari. Fartyget köptes av Ångslups AB Hisingen i Göteborg för 25 000 kr. Det döptes om till Götaverken.
- 1918 18 januari. Fartyget köptes av Göteborgs hamnstyrelse i Göteborg. Det döptes om till Elsa.
- 1933 Fartyget köptes av AB Bröderna Edman i Marstrand. Det hyrdes ut till Marstrands Nya Ångfartygs AB i Marstrand som satte fartyget i trafik på traden Marstrand- Tjörn.
- 1938 December. Fartyget köptes av Axel Nordström i Åmål.
- 1939 Maj. Fartyget köptes av Stockholm-Nynäs Järnvägs AB i Nynäshamn. Det döptes om till Mysingebaden. Det sattes i trafik på traden Muskö-Söderby brygga.
- 1941 Februari. Fartyget överfördes till AB Mysingebaden i Åmål.
- 1941 Juni. Fartyget köptes av Gustav A F Algård i Stockholm. Det döptes om till Elfsnabben.
- 1941 Oktober. Fartyget köptes av Stockholm-Nynäs Järnvägs AB i Nynäshamn för 15 000 kr.
- 1941 November. Fartyget köptes av AB Nynäshamns Skeppsmäkleri och Speditionskontor i Nynäshamn.
- 1948 Fartyget byggdes om, moderniserades och motoriserades med en Bolindermotor om 33 hk vid Djurgårdsvarvet i Stockholm.
- 1957 Fartyget köptes av Stockholm-Nynäs Järnvägs AB i Nynäshamn.
- 1963 Februari. Fartyget köptes av Allan Harrysson i Lysekil. Den döptes om till Ran II. Den sattes i trafik på traden Gränna-Visingsö.
- 1965 Ny huvudmaskin, en Volvo Penta MD96, installerades.
- 1970 Fartyget överfördes till HB Skärgårdstrafik (Maj och Allan Harrysson) i Lysekil för 15 000 kr.
- 1972 Fartyget köptes av Nils Erik Adamsson i Karlsborg för 33 000 kr. Det sattes i trafik på traden Karlsborg-Forsvik.
- 1987 Fartyget hyrdes ut till fritidsförvaltningen i Arvika kommun.
- 1991 Fartyget köptes av Rederi AB Karlsborgs Marina i Karlsborg för 700 000 kr.
- 1996 Januari. Fartyget sjönk vid kaj i Karlsborg som följd av en frusen bottenventil. Fartyget bärgades omgående.